# 1979年東京都知事選挙
1979年東京都知事選挙（1979ねんとうきょうとちじせんきょ）は、1979年（昭和54年）4月8日に執行された東京都知事選挙。第9回統一地方選挙の一環として実施された。

## 概説

### 1977年
1977年9月、都知事の美濃部亮吉は公明党委員長の竹入義勝と会談し、4選不出馬の意思を明かした。高齢が理由とされる。
同年10月、総評事務局長の富塚三夫は「個人の資格で」と前置きした上で、元総評議長の太田薫に2年後の都知事選への出馬を打診した。11月末、旧東京1区選出の衆議院議員の麻生良方は院内会派「無党派クラブ」の同僚の宇都宮徳馬に「都知事選に出る」と打ち明けたが、反対された。またこの頃、革新候補として、元文部大臣の永井道雄を推す声も上がった。
同年12月13日、日本社会党は第41回定期大会続開大会を開催。横浜市長の飛鳥田一雄が党委員長に就任した。飛鳥田は12月28日に行われた横浜市会各派団長会議に出席し、委員長就任に伴い翌年3月上旬に市長を辞任すると述べた。

### 1978年
1978年2月16日、太田は記者会見し、都知事選への出馬の意思を正式に表明した。合成化学産業労働組合連合（合化労連）は同日に開いた中央委員会で太田の出馬を了承した。日本社会党と総評は太田の突然の出馬表明に困惑の反応を示した。
同年3月1日、飛鳥田は横浜市長を辞任。国政選挙出馬を目指すが、地元横浜では反発が大きく、その後に旧東京1区から出ることが決まった。
同年7月、総評は大会を開き、太田支援を決定した。
同年8月、新自由クラブはウシオ電機社長の牛尾治朗を擁立すると発表。牛尾自身はそれに伴い「現在は出馬の意思はない」とのコメントを発表した。
同年12月9日、日本社会党委員長の飛鳥田は、太田の行政手腕を危惧し、連立維持のため元一橋大学学長の都留重人に直接会い、出馬を要請するも承諾は得られなかった。
同年12月14日、飛鳥田と太田は都内のホテルで会談。飛鳥田が太田に社会党への「白紙委任」を迫ると、太田は「私の出馬はすでに合化労連、総評の機関決定を経ている。突然、白紙委任を求められても合化労連や総評と相談しなければ、今日は即答できない」と答えた。この太田の態度が飛鳥田の気に障った。16日、飛鳥田は「太田拒否宣言」の挙に出た。17日、飛鳥田はソ連へ発った。
同年12月18日、衆議院議員の麻生良方は記者会見を開催。無党派を標榜し、出馬の意思を正式に表明した。麻生の選挙区は激戦区として知られる東京1区であり、飛鳥田が出馬を名乗り上げたことから「怖くなって逃げだしたのでは」「一度名を上げるためのきっかけをつくるために都知事選を利用したのでは」などの憶測が流れた。
同日、総評事務局長の富塚は社会党書記長の多賀谷真稔と会い、飛鳥田が太田を受け入れられないと言ったことについて、社会党側の真意をただした。多賀谷は「飛鳥田委員長がソ連から帰ったら確認する」と答えた。
同年12月26日、都留は記者会見し、正式に不出馬を表明した。

### 1979年
前年12月から元事務局長の岩井章を窓口にして社会党との折衝を続けていた総評は、党内の動きをもとに、1979年1月4日までに「最終的には太田に落ち着く」と判断。6日の五役会議で社会党への白紙委任を決める手はずを整えた。
1979年1月5日、武蔵野市長の後藤喜八郎は都庁で記者会見し、都知事選への出馬の意思を表明。総評幹部らは「寝耳に水の出来事だ」と騒然となった。出馬表明は社会党都本部三役の要請を受けた形で行われ、会見には党都本部委員長の大木正吾も同席した。大木は選挙後、『月刊社会党』1979年7月号に寄稿した文章のなかで次のように書いている。「日本の反動政治を防ぐ橋頭堡として革新都知事の座をどうしても守りたかった。そのために都市部において40％に達する革新浮動票が存在するという現実を率直にみつめ、それを集めなければ勝てないと考えた」「その当時の私の心境のなかには太田氏には申し訳ないが、太田氏ではとくに支持政党なしの浮動票の結集が困難であり、知事選に勝つことはむずかしいとの判断があった」
太田擁立に消極的な飛鳥田は公明党との候補者選定に固執するも、太田の立候補は動かしがたいと見た公明党は中道の他政党との連携を模索し始めた。公明党はこれを契機に、1975年の都知事選以来の社会・共産両党との協力関係を断ち切り、自民・民社両党とのそれに、その政治路線を転換した。公明党書記長の矢野絢也が、太田と同じく1967年に一度は候補になりかけた鈴木俊一を推し、民社党委員長の佐々木良作もこれに従った。1月8日、公明党本部書記長の藤井富雄と民社党都連書記長の林永二は記者会見を開き、鈴木を両党統一候補として擁立すると発表した。
この頃、自民党においては、候補者リストから鳩山威一郎も国鉄総裁の高木文雄も消え、牛尾治朗と鈴木の二人にしぼられていた。宏池会のブレーンだった伊藤昌哉は鈴木を立てるのが当然と思い、1月11日、大平正芳首相と面会し、「4月の知事選で勝てば今年の政局はひとまず抜けられる」と進言した。しかし大平の周辺関係者のあいだで牛尾を推す声が大きく、大平は迷い続ける。
1月13日、公明党、民社党、新自由クラブ、社会民主連合の中道4党は都内のホテルで党首会談を開催。公明党の竹入と民社党の佐々木が鈴木を強力に推したのに対し、新自ク代表の河野洋平は牛尾を推し、社民連代表の田英夫は浮動票の集票能力のある永井道雄を推し、公明民社の独走に不満をあらわした。同日、大平は人間ドック入りした病院で牛尾と会談した。
1月16日、大平は自民党幹事長の斎藤邦吉と協議し、鈴木推薦をようやく決定。自公民で足並みを揃えた。
同日、飛鳥田と総評議長の槙枝元文は社会党本部で会談し、分裂候補を避けることとで合意。17日に太田の一本化が決まった。18日、党大会が開かれ、飛鳥田と太田は壇上で握手した。
1月22日、公明党書記長の矢野は都庁を訪れ、美濃部知事と面会。美濃部は「鈴木、太田両氏に対して、等距離、厳正中立の態度をとる」と告げ、いわゆる「等距離中立宣言」を行った。その理由について、翌23日の庁内放送で「私は公明党が与党第一党として長らく我々の都政を応援してくださったことに感謝の意を表するものです。私はこれまである一人を応援することは一切しませんでした。もし（与党の）公明、社会、共産が別々候補を選んだ時もやはり同様である」と職員に説明した。
同日、新自ク代表の河野は都内のホテルで牛尾と会い、「保守中道の統一候補としてまとめるよう努力してきたが、難しい情勢だ」と事実上の出馬断念を要請した。これに対し牛尾は「わかりました」と答えた。また同日、民社党は臨時中央執行委員会を開き、鈴木を都知事選候補者として擁立することを正式に決定した。
2月8日、共産党は太田推薦を正式に決定した。2月13日、「明るい革新都政をつくる会」は幹事会全員一致で太田を推薦し、自ら太田の確認団体となり、当選のために戦うことを決定した

### 3月14日告示
3月14日、告示。立候補した麻生は衆議院議員を自動失職した。常連候補では赤尾敏が7度目、深作清次郎と南俊夫が3度目の出馬。1980年～90年代にかけて多くの政治活動を展開していく同性愛者の東郷健が初めての都知事選挑戦となった。
「等距離中立宣言」をした美濃部は3月15日から17日にかけて姉妹都市調印のため北京を訪問。さらに4月2日から5日間、視察と称して妻同伴で小笠原諸島に滞在した。記者からコメントを求められると「はっきり言えば、あんまりうるさいから逃げ出したんだよ」と本音をのぞかせた。こうした美濃部の態度に対し、過去3回にわたって推してきた社共両党を含め、民主団体、都民、マスコミから、ごうごうたる批判と疑問の声が上がった。
3月31日、明治公園で行われた太田陣営の演説会で、大日本憂国同志会のメンバーが刃渡り13.5センチのナイフで共産党委員長の宮本顕治にめがけて突進し、現行犯で逮捕された。
4月5日夜、小学校で行われた麻生の演説会に野坂昭如が参加した。二人は対談形式で話をし、目新しいやり方だったため聴衆はわいた。翌6日の午前9時、野坂は麻生の自宅を訪れた。自分は太田・麻生のいずれの支持もまだ決めていないと前置きしたあと、次なる提案をした。「このしらけムードに火をつけて、浮動票を掘り起こすために、太田候補と麻生さんの車が街頭に並んで、いずれが買っても反自民・反官僚という点で手を結ぶ、と宣言していただけないか。それをすればマスコミも必ず取り上げるし、眠っている浮動票に火がつくことになるかもしれない」
麻生は共産党を周囲から排除するならばと条件を出しつつ野坂の提案に賛同。太田とドッキングする場所については「あなたに一任しましょう」と伝えた。野坂は喜んで帰り、すぐに太田陣営に同じことを提案した。野坂の証言によれば、総評事務局長の富塚三夫が太田を口説き、午前10時には太田はこれを了承した。
賛同したものの、投票2日前のことであり、共産党の排除などよもやできまいと感じていた麻生は選挙カーに飛び乗ると野坂との約束のことはすっかり忘れてしまう。麻生は街頭演説の移動中、上野の松坂屋周辺で各紙の記者に取り囲まれた。「太田陣営の番記者からの情報によると、今日午後4時半に新宿駅の駅長室で太田さんと会見し、敗北宣言をして太田支持に回るという話になっているが本当か」。驚いた麻生はすぐに目の前の風月堂に入り、公衆電話から野坂の自宅に電話した。野坂は在宅しており、1時間後に風月堂に行って説明すると答えた。麻生は再び街頭に出て、約束の時間に風月堂に戻るが、野坂の姿はなかった。麻生は息子に残るように命じ、その日の最後の演説会場である台東区立小島小学校に向かった。太田は午後の街頭演説を抜け出し、新宿で数時間を無為に過ごした。
同日夜、小島小学校での弁士たちの演説の途中に野坂が現れ、「お詫びをしたいので3分間だけ聴衆の前で話をさせてほしい」と言った。野坂は壇上に上がることを許され、「自分のおっちょこちょいな個人的アイデアが結局、太田陣営の何者かの謀略に利用され、麻生さんに多大なご迷惑をかけた。実は今日が原稿の締め切りだったが、いてもたってもいられず駆けつけてきた。こうなった以上、僕ははっきりと麻生さんを支持することにします」と言った。デマを流した首謀者は今日までわかっていない。
4月7日19時、新宿駅東口で鈴木陣営と太田陣営はともに最後の街頭演説を開始した。このとき東口広場に通ずる2方向の通路から、大日本愛国党の街宣車3台、日本青年社の街宣車3台、その他の右翼の街宣車が猛スピードで現れ、太田陣営の聴衆の中に突っ込んだ。車からは長い竹槍が突き出され、一番前で演説を聞いていた車椅子の身障者らに対し、竹槍が襲った。地上部隊数十名はこん棒を振り回し、聴衆を殴る蹴るなどした。この混乱に乗じ、街宣車から選挙カー上の太田にめがけ2個のコンクリート破片が投げられた。そのうちの一つが眉間に命中し、太田は血だらけとなった。
鈴木の陣営では、扇千景、宮田輝、高橋圭三の3人のタレント議員がリレー挨拶をしたあと、19時15分に大平首相、公明党委員長の竹入義勝、民社党委員長の佐々木良作が到着し、それぞれ鈴木への投票を訴えた。19時30分に鈴木がマイクを握り最後の演説を始めると、警察はようやく動き出し、55人を公務執行妨害で逮捕した。捕まった者らは「太田殺せ」のシュプレヒコールをした。太田は包帯姿で19時50分に再び車上に現れ、演説を続けた。投石は眼鏡にあたり打撃力が緩和されたものの、全治10日間の傷害を負った。

### 文化人、芸能人らによる応援
過去数度の都知事選と同様、多くの文化人、学者、芸能人、スポーツ選手らが候補者の支持表明を行った。鈴木陣営の確認団体「マイタウンと呼べる東京をつくる会」の会長には丹下健三、副会長には團伊玖磨と森英恵が就いた。太田陣営の確認団体「明るい革新都政をつくる会」の代表は青木宗也が務めた。麻生陣営の確認団体「明日の東京をひらく会」の代表には江木武彦が就いた。なお、政治家の間では、革新系の中野区長の大内正二が鈴木を支持し、自民党衆議院議員の木村武雄が太田を支持するといった事象が見られた。以下は支持表明または応援をした者の内訳である。
鈴木俊一 - 丹下健三、團伊玖磨、森英恵、池田弥三郎、林健太郎、茅誠司、黒川紀章、高田好胤、竹腰美代子、三田政吉、渡辺美佐、中村歌右衛門、前田義徳
太田薫 - 青木宗也、中野好夫、古在由重、松本清張、永六輔、宇井純、中山千夏、扇谷正造、荒畑寒村、武谷三男、池田理代子、吉武輝子、中村哲、戸田修三、斎藤正直、梅根悟、沢村貞子、日色ともゑ、千田是也、宇野重吉、飯沢匡、いずみたく、早乙女勝元、羽仁説子、吉野源三郎
麻生良方 - 江木武彦、木村毅、藤山一郎、糸川英夫、三船敏郎、細川隆元、金田一春彦、郷司浩平、佐々木久子、田辺茂一、松下正寿、木元教子、山谷親平、山谷えり子、中村武志、橋幸夫、秋山庄太郎、金田龍之介、金田正一、桂小金治、岸ユキ、紅林茂夫、高崎一郎、辰巳柳太郎、十返千鶴子、中河与一、浪越徳治郎

## 立候補者
13名、届け出順
| 立候補者名                               | 年齢 | 新旧 | 党派                                                 | 肩書き                     |
| ---------------------------------------- | ---- | ---- | ---------------------------------------------------- | -------------------------- |
| 吉田浩 （よしだ ひろし）                 | 63   | 新   | 無所属                                               |                            |
| かねまつこうさく （かねまつ こうさく）   | 55   | 新   | 無所属 （緑風会、国民政治連合 推薦）                 |                            |
| 太田薫 （おおた かおる）                 | 67   | 新   | 無所属 （社会党、共産党、革新自由連合 推薦）         | 元総評議長                 |
| 安井けん （やすい けん）                 | 31   | 新   | アイデア黄中党                                       |                            |
| 秋山祐徳太子 （あきやま ゆうとくたいし） | 44   | 新   | 無所属                                               | 現代美術家                 |
| 鈴木俊一 （すずき しゅんいち）           | 68   | 新   | 無所属 （自民党、民社党、公明党、新自由クラブ 推薦） | 元自治省次官               |
| 東郷健 （とうごう けん）                 | 46   | 新   | 無所属                                               | 出版社役員                 |
| 麻生良方 （あそう よしかた）             | 55   | 新   | 無所属                                               | 元衆議院議員               |
| 赤尾敏 （あかお びん）                   | 80   | 新   | 大日本愛国党                                         | 大日本愛国党総裁、元代議士 |
| 南俊夫 （みなみ としお）                 | 67   | 新   | 世界連邦推進委員会                                   | 政治団体役員               |
| 野々上武敏 （ののがみ たけとし）         | 68   | 新   | 無所属 （都政を正す会 推薦）                         |                            |
| 垂井正太郎 （たるい しょうたろう）       | 66   | 新   | 国粋青年隊                                           |                            |
| 深作清次郎 （ふかさく せいじろう）       | 67   | 新   | 無所属 （日本青年社、同結社 推薦）                   | 著述業                     |

## 投票結果

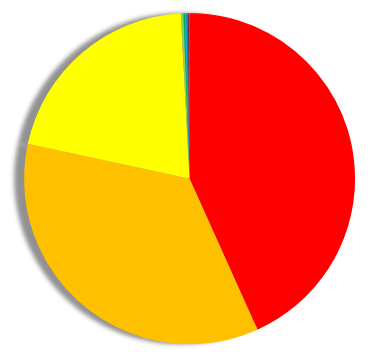
各候補の得票率（得票数の多かった順）

4月8日投票、9日開票。投票率は55.16%で、前回1975年の67.29%を大きく下回った（前回比 -12.13%） 。
候補者別の得票数の順位、得票数、得票率、惜敗率、供託金没収概況は以下のようになった。供託金欄のうち「没収」とある候補者は、有効投票総数の10%を下回ったため全額没収された。得票率と惜敗率は未発表のため暫定計算とした（小数3位以下四捨五入）。
|      | 順位 | 候補者名          | 党派               | 新旧 | 得票数    | 得票率 | 惜敗率 | 供託金 |
| ---- | ---- | ----------------- | ------------------ | ---- | --------- | ------ | ------ | ------ |
| 当選 | 1    | ■鈴木俊一         | 無所属             | 新   | 1,900,210 | 43.28% | ----   |        |
|      | 2    | ■太田薫           | 無所属             | 新   | 1,541,594 | 35.11% | 81.13% |        |
|      | 3    | ■麻生良方         | 無所属             | 新   | 911,825   | 20.77% | 47.99% |        |
|      | 4    | ■赤尾敏           | 大日本愛国党       | 新   | 11,045    | 0.25%  | 0.58%  | 没収   |
|      | 5    | ■安井けん         | アイデア黄中党     | 新   | 6,473     | 0.15%  | 0.34%  | 没収   |
|      | 6    | ■吉田浩           | 無所属             | 新   | 6,039     | 0.14%  | 0.32%  | 没収   |
|      | 7    | ■秋山祐徳太子     | 無所属             | 新   | 4,144     | 0.09%  | 0.22%  | 没収   |
|      | 8    | ■東郷健           | 無所属             | 新   | 2,913     | 0.07%  | 0.15%  | 没収   |
|      | 9    | ■南俊夫           | 世界連邦推進委員会 | 新   | 1,798     | 0.04%  | 0.09%  | 没収   |
|      | 10   | ■かねまつこうさく | 無所属             | 新   | 1,601     | 0.04%  | 0.08%  | 没収   |
|      | 11   | ■深作清次郎       | 無所属             | 新   | 1,320     | 0.03%  | 0.07%  | 没収   |
|      | 12   | ■野々上武敏       | 無所属             | 新   | 750       | 0.02%  | 0.04%  | 没収   |
|      | 13   | ■垂井正太郎       | 国粋青年隊         | 新   | 742       | 0.02%  | 0.04%  | 没収   |

「ばら撒き福祉」と揶揄された美濃部都政の放漫財政への批判と、有権者の「飽き」が革新離れを呼び、スト権ストに対するサラリーマンの恨みも重なって太田の人気が盛り上がらなかった。また、ロッキード事件等による自民党の金権腐敗体質への批判も強く、「しらけムード」が選挙全体を覆ったとされる。政党の基礎票を固めた自民党・民社党・公明党などが推薦する鈴木が初当選を果たした。これにより1967年から続いていた革新系知事から保守系知事に交替した。
4月9日、太田は左目に眼帯を付けた姿で記者会見に現れ、「美濃部さんが2期目の段階から議会対策の意味もあって公明党と結びつき、革新勢力が都民に浸透するのが不十分だった」と述べた。
前回の都知事選では23区のうち、美濃部が16区を、石原慎太郎が7区を制した。しかるに当該選挙においては、鈴木の得票は全区で太田、麻生のそれを上回った。太田は板橋、北、足立、中野、杉並の各区で35％ラインを超えたが、江東区と千代田区で麻生に抜かれ3位に甘んじた。麻生は90万票あまりを獲得し、第3の候補としては異例の健闘とされた。開票翌日の朝日新聞朝刊は「善戦の麻生氏 区部の『太田票』食う」と見出しに掲げ、「これまで美濃部知事が浮動票、無党派票を大量にあつめていたうちのかなりの部分が麻生氏に流れたのは確か」であると結論付けた。
「等距離中立」と称し、選挙期間中も妻同伴で小笠原諸島に滞在するなどしていた美濃部は、自宅のある渋谷区の投票所で白票を投じた。このことは5月30日から『朝日新聞』紙上で連載が開始された自身の回顧録で明かされ、美濃部に対する太田や共産党の非難はさらに膨れ上がった。

## 選挙後
太田は落選とともに社会党を離党した。
統一地方選挙後半日程では4月12日に特別区長選挙、区議会議員選挙が告示された。同日の朝日新聞夕刊は「中野区長選は都知事選ミニ版」と横見出しで報道した。社会党・共産党・社民連・革自連が推薦する元都議の青山良道と、自民党・公明党・民社党・新自クが推薦する元都職員の佐久間稔の一騎打ちとなったため、注目を集めた。4月19日、麻生は佐久間の応援のため区内を回り、演説した。4月20日付の朝日新聞は見出しに「無党派の麻生氏一転、保守中道を支持、激しく革新攻撃、裏切り・無節操の声も」と掲げた。記事を受け、「麻生さんの都知事選立候補は、うわさどおり太田つぶしだったのか」との声が各方面で上がった。4月22日に区長選は行われ、青山が佐久間を僅差で破り初当選した。
麻生は1979年10月の衆院選に旧東京1区から無所属で立候補し落選。得票率が9.63％だっため供託金も没収された。何度目かの「政治家廃業宣言」して引退した。